# 蒂珀卡努鎮區 (愛荷華州亨利縣)
蒂珀卡努鎮區（英語：Tippecanoe Township）是位於美國愛荷華州亨利縣的一個行政鎮區。

## 地方資料
根據2010年美國人口普查的數據，蒂珀卡努鎮區的面積為94.40平方千米，當中陸地面積為93.29平方千米，而水域面積為1.11平方千米。當地共有人口890人，而人口密度為每平方千米9.43人。